# Robert Finnegan
Pour les articles homonymes, voir Finnegan.
Robert Finnegan, pseudonyme de Paul William Ryan, né en juillet 1906 à San Francisco et mort le 14 août 1947 à Olema (en) dans le Comté de Marin en Californie d’un cancer du pancréas foudroyant, est un écrivain américain de roman noir, militant du Parti communiste.

## Biographie
Robert Finnegan commence à travailler très jeune, puis à 19 ans s’engage pour 3 ans dans la Marine des États-Unis.
Très influencé par la lecture de Jack London, il écrit très jeune, des vers, des pamphlets sociaux, puis des articles de journaux, des essais et enfin trois œuvres de fiction.
Au John Reed Club (en) de Hollywood, il rencontre des intellectuels marxistes.
En 1933, il publie sous le pseudonyme de Mike Ouin un pamphlet, And We are Millions : The Story of Homeless Young, recueil de témoignages de jeunes chômeurs condamnés pour vagabondage par la justice américaine.
Il écrit de nombreux articles pour les journaux du Parti communiste américain, New Masses, Western Worker et People's World.
Dans The Big Strike, écrit pendant la grande grève de 1936-1937, en partie publié dans la revue Fortune, avant de connaître une édition en 1949, il se met au service des travailleurs en lutte.
De 1938 à 1946, pour le syndicat CIO, il anime des émissions de radio. Victime du maccarthysme, il quitte la radio.
Choisissant au hasard le pseudonyme de Robert Finnegan dans un annuaire téléphonique, il se met alors à écrire des romans policiers noirs ayant pour héros le reporter Dan Banion, mais un cancer du pancréas foudroyant met fin brutalement à ses débuts prometteurs et remarqués.
Le 20 mai 1947, quelques jours avant sa mort, il trouve la force d'adresser le message suivant aux marins, dockers et magasiniers du port de San Francisco en grève: "Oléma, Californie, le 20 mai 1947.  A mes frères, les débardeurs et magasiniers: au moment où vous lirez ces lignes, la faucheuse m'aura emporté. En d'autres termes, je serai mort. Bien que je n'aie eu la carte syndicale des débardeurs ni des magasiniers, je veux que vous sachiez que j'étais votre frère. Vous étiez mes camarades et mon orgueil et je me sentais autant votre semblable que si j'avais travaillé sur les quais en blue-jeans et un crochet à la main au lieu d'être un gosse d'ouvrier qui veut devenir écrivain. Je vous dis tout cela parce qu'au moment de mourir, je ressens un besoin intense de vous  faire savoir que j'étais votre frère. Je vous quitte à l'aube d'une grande lutte - la première de vos luttes à laquelle je ne participerai pas de toutes mes forces. Rappelez-vous, frères, rappelez-vous toujours que ce que vous avez jamais obtenu, vous l’avez obtenu en faisant bloc, coude à coude, avec cette certitude qu'une injustice faite à un est une injustice faite à tous, quelles que soient la couleur de sa peau, sa religion, ses idées. Quant au "Péril Rouge", rappelez-vous que toute idée qui procure un avantage à la classe ouvrière sera taxée de "rouge". Même les timides réformes par lesquelles le président Roosevelt tenta de mettre un peu de l'abondance américaine à la portée des foyers modestes, furent dénoncées par les magnats de l'argent comme le communisme le plus sauvage...Quand la prochaine lutte viendra, pensez à moi comme au type maigre, aux lunettes à monture de corne, dont l'arme était une machine à écrire, qui combattait à vos côtés, pied à pied et qui est avec vous en esprit de toutes les forces qui lui restent encore."

## Œuvre

### Romans

#### SérieDan Banion
- The Lying Ladies (1946) Publié en français sous le titre Mensonges des femmes Paris, Presses de la Cité, 1948 Publié en français sous le titre Tu mens Beth !, Paris, Gallimard, Série noire no 190, 1954
- The Bandaged Nude (1947) Publié en français sous le titre Les Spaghettis par la racine, Paris, Gallimard, Série noire no 27, 1949 ; Paris, Gallimard, Carré noir no 2, 1971
- Many a Monster (1948) Publié en français sous le titre Des monstres à la pelle, Paris, Gallimard, Série noire no 25, 1948 ; réédition Paris, Gallimard, Carré noir no 131, 1973

### Nouvelles
- The Sacred Thing (1933), signé Paul Ryan Publié en français sous le titre Un sacrilège, Paris, Roger Martin, revue Hard Boiled Dicks no 15, 1985
- Business Before Bullets (1947) Publié en français sous le titre Qui s’y frotte s’y pique, Paris, Roger Martin, revue Hard Boiled Dicks no 15, 1985 ; réédition dans Black Label, Paris, Roger Martin, coll. L'Instant noir, 1987

### Autres publications
- An We are Millions: The Story of Homeless Young (1933), signé Mike Quin
- The Big Strike (1949), signé Mike Quin